# 尖叶链珠藤
尖叶链珠藤（学名：Alyxia acutifolia）是夹竹桃科链珠藤属的植物。分布在中国大陆的广东等地，多生长于山地林中，目前尚未由人工引种栽培。